# Antoine Du Verdier
Antoine Du Verdier (latinisiert: Antonius Verderius) (* 11. November 1544 in Saint-Bonnet-le-Château; † 25. September 1600 in Duerne) war ein französischer Schriftsteller, Bibliograf, Lexikograf und Übersetzer.

## Leben und Werk
Antoine Du Verdier war Herr von Valprivas (auch: Vauprivaz, an der Grenze zum Forez). 1568 stand er im Dienst des aus Italien stammenden Seneschalls von Lyon, Guillaume de Gadagne (1534–1601). 1573 nennt er sich „Conseiller du Roi“ (Königlicher Rat). Er publizierte Übersetzungen aus dem Italienischen und aus dem Latein und verfasste historische und moralische Schriften. Seine Darstellung der Unterwerfung Lyons unter den König Heinrich IV. wurde ins Deutsche übersetzt (erschienen in Nürnberg).
Nach dem Vorbild der Bibliotheca universalis, sive Catalogus omnium scriptorum locupletissimus in tribus linguis Latina, Graeca & Hebraica (1545) des Conrad Gessner realisierte Du Verdier das Projekt einer Bibliographie aller bis dato in französischer Sprache publizierten Bücher. 1585 publizierte er auf 1234 Seiten seine Bibliothèque, in der 4730 Autoren in der alphabetischen Reihenfolge ihres Vornamens mit Kurzbiographie, Buchangaben und oftmals langen Textauszügen behandelt werden.
Wie sehr seine Idee in der Luft lag, erkennt man daran, dass nahezu gleichzeitig Claude Fauchet 1581 ein Lexikon mittelalterlicher Autoren auf französischem Boden publizierte, und vor allem daran, dass 1584 François Grudé de La Croix du Maine seinerseits und ohne Kenntnis von Du Verdier eine eigene Bibliothèque mit gleicher Zielsetzung veröffentlichte, die 2194 Einträge zählte. Jean-Antoine Rigoley de Juvigny (1709–1788) gab 1772 beide Werke (mit Zusätzen aus weiteren Quellen) in sechs Bänden (mit Index der Familiennamen) heraus, die 1969 nachgedruckt wurden und derzeit in Gallica kostenfrei eingesehen werden können. An der Universität Tours läuft seit 2016 das Projekt einer Informatisierung der ursprünglichen Ausgaben des 16. Jahrhunderts.

## Werke
- Le Mysopoleme ou Bref discours contre la guerre, pour le retour de la paix en France. A monseigneur messire Guillaume de Gadaigne chevalier de l’ordre du Roy, capitaine de cinquante hõmes d’armes, seneschal de Lion, baron de Lunel, seigneur de Sainct Victor, Verdun, Bouthion, Barmont. &c. Par Antoine Du Verdier gentilhomme de la province lyonnoise, homme d’armes de la compaignie dudit seigneur. 1568
- Les omonimes, satire des moeurs corrompues de ce siècle. Antoine Gryphius, Lyon 1572.
- La prosopographie ou description des personnes insignes, enrichie de plusieurs effigies, & reduite en quatre livres. Du Verdier, conseiller du Roy, eleu sur le faict des guerres, aydes & tailles au païs de forests.  A Lyon, par Antoine Gryphius. M. D. LXXIII.
- Les Diverses leçons d’Antoine Du Verdier, sieur de Vauprivaz, etc., suivans celles de Pierre Messie... B. Honorat, Lyon 1577. (zahlreiche Auflagen)
- (Übersetzer) Les Doctes et subtiles responces de Barthélemi Taegio,... où sont contenus maints beaux et agréables discours sur diverses et notables matières, mises d’italien. B. Honorat, Lyon 1577.
- La Biographie, et prosopographie des Roys de France où leurs vies sont briefvement descrites & narrees en beaux... vers franc̜oys. Paris 1583. (mehrere Auflagen)
- La Bibliothèque d’Antoine Du Verdier, seigneur de Vauprivas, contenant le catalogue de tous ceux qui ont escrit ou traduict en françois et autres dialectes de ce royaume... avec un discours sur les bonnes lettres servant de préface, et à la fin un supplément de l’Épitome de la Bibliothèque de Gesner. B. Honorat, Lyon 1585.
  - Les bibliothèques françoises de La Croix-du-Maine et de Du Verdier. Nouvelle édition... par M. Rigoley de Juvigny. 6 Bände. Saillant et Nyon, Paris 1772–1773. Graz 1969.
- Discours sur la reduction de la ville de Lyon à l’obeïssance du Roy. Thomas Soubron, Lyon 1594.
  - (deutsch) Discurs von der Stadt Lyon in Franckreich und wie sich dieselbe dem König untergeben. Unlangst durch Herrn Antonium von Verdier,... in Frantzösischer Sprach geschriben. Nun aber in unser Teutsche Sprach versetzt. Gedruckt zu Nürnberg durch Christoff Lochner. 1595.